# Fukuroi
Fukuroi (jap. 袋井市 Fukuroi-shi) – miasto w Japonii, w prefekturze Shizuoka (środkowe Honsiu).

## Położenie
Miasto leży w południowej części prefektury Shizuoka nad Oceanem Spokojnym. Graniczy z miastami Iwata i Kakegawa oraz miasteczkiem Mori w prefekturze Shizuoka.

## Historia
- Przed powstaniem miasta Fukuroi:
  - 1889 – powstanie miasteczka Yamana
  - 1909 – zmiana nazwy na Fukuroi
  - 1928 – połączenie ze wsią Kasai z dystryktu Iwata
  - 1948 – połączenie ze wsią Kudonishi z dystryktu Shuchi
  - 1952 – połączenie ze wsią Kudo z dystryktu Iwata
  - 1954 – połączenie ze wsią Imai z dystryktu Iwata
  - 1955 – wieś Ugari i miasteczko Yamanashi połączyły się, tworząc miasteczko Yamanashi w dystrykcie Shuchi. Fukuroi połączyło się z miasteczkiem Mikawa z dystryktu Iwata
  - 1956 – połączenie ze wsią Tahara z dystryktu Iwata i wsią Kasahara z dystryktu Ogasa
  - 3 listopada 1958 – nadano status miasta
  - 1963 – połączenie z miasteczkiem Yamanashi z dystryktu Shuchi
  - 2002 – Fukuroi było zapleczem treningowym dla drużyn grających w Mistrzostwach Świata w Piłce Nożnej i zapleczem stadionu w Shizuoce.
- Historia miasteczka Asaba z dystryktu Iwata: 
  - 1955 – wsie Higashiasaba, Nishiasaba, Kamiasaba i Sachiura łączą się tworząc miasteczko Asaba
  - 1956 – Asaba otrzymuje status miasteczka
  - 1 kwietnia 2005 – miasto Fukuroi i miasteczko Asaba łączą się, tworząc nowe miasto Fukuroi.

## Transport

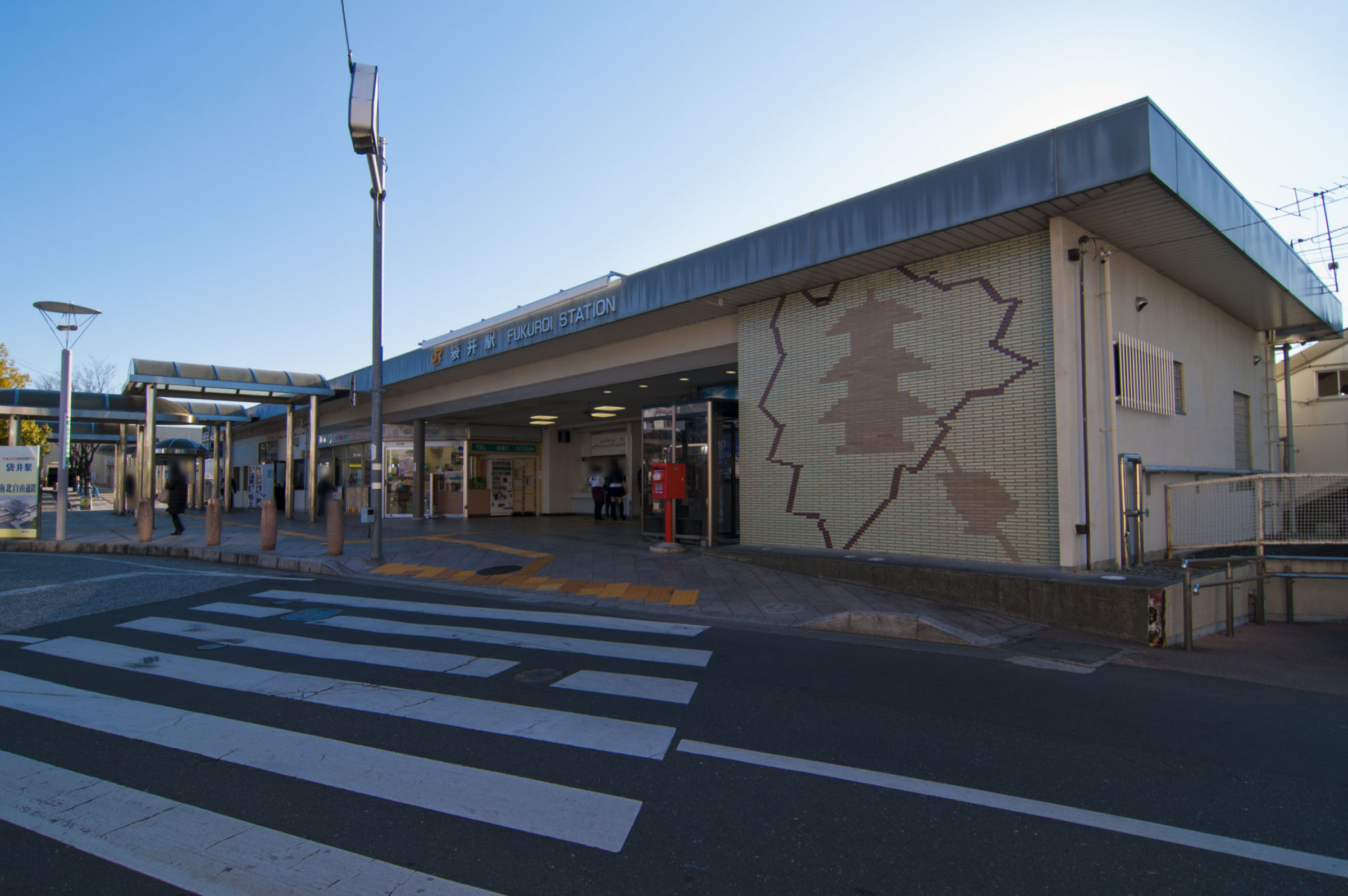

Linia JR Tokai-do, oraz superekspres Shinkansen.

## Miasta partnerskie
- Stany Zjednoczone: Hillsboro